# Ejura
Koordinaten: 7° 23′ N, 1° 22′ W

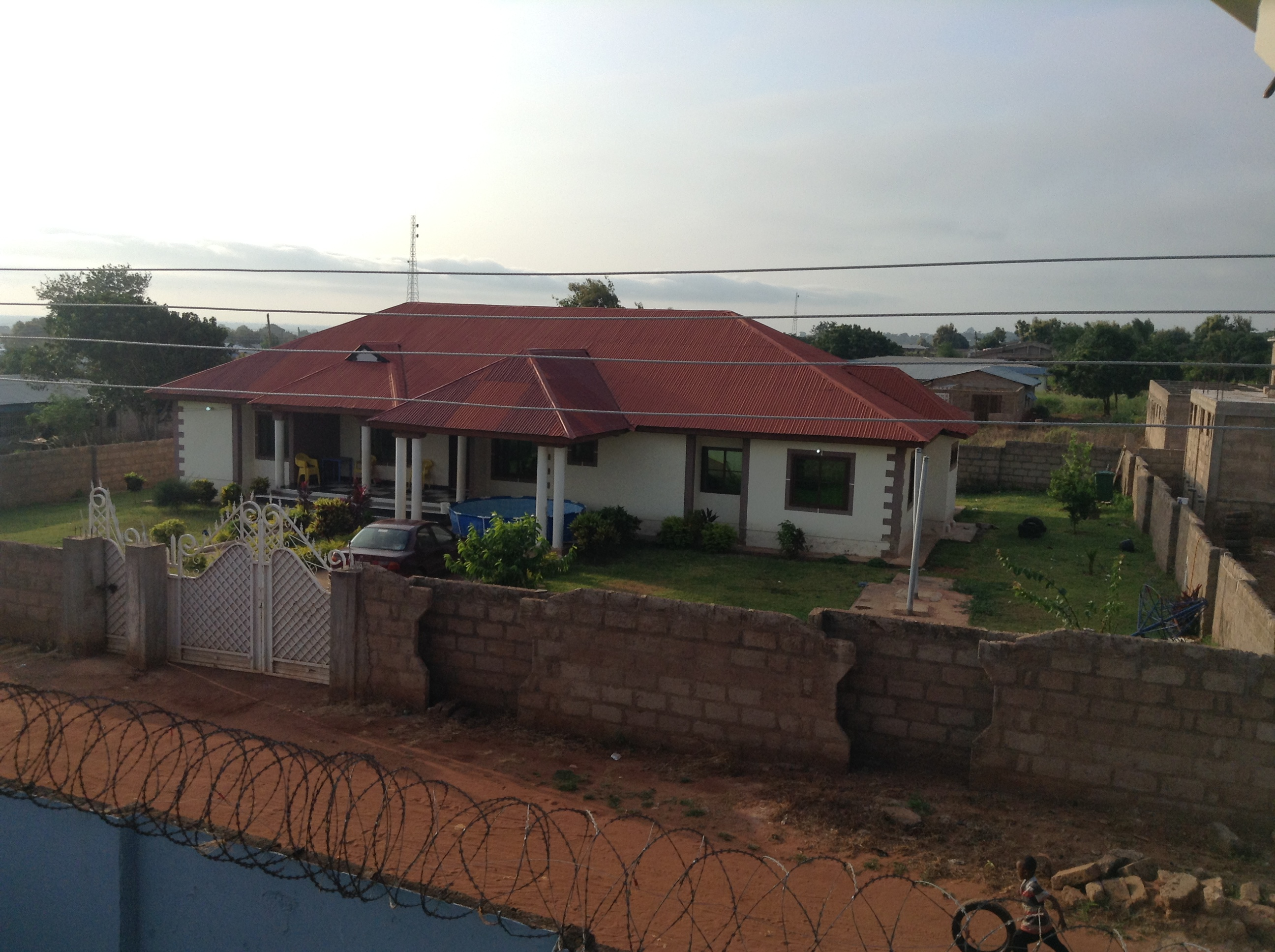
Haus in Ejura (2015)

Ejura ist ein Ort in der Ashanti Region im westafrikanischen Staat Ghana. Bei der letzten Volkszählung des Landes vom 26. März 2000 lebten 29.478 Einwohner in der Stadt. Hochrechnungen zum 1. Januar 2007 schätzen die Bevölkerung auf 49.954 Einwohner. Noch bei der Volkszählung des Jahres 1984 wurden 18.775 Einwohner aufgeführt. Aktuell liegt die Stadt an der 26. Stelle der Liste der größten Städte in Ghana.
Ganz in der Nähe liegt der Digya-Nationalpark.
Per Schnellstraße gibt es Verbindungen nach Mampong, Yeji und Techiman.